# سیارک ۱۰۹۹۶
سیارک ۱۰۹۹۶ (به انگلیسی: 10996 Armandspitz، نامگذاری:1978NX7) ده هزار و نهصد و نود و ششمین سیارک کشف شده‌است که در ۷ ژوئیه ۱۹۷۸ کشف شد.
قدر مطلق سیارک برابر ۳۳.۸ است.